# Carmelo Santalco
Carmelo Santalco (San Marco d'Alunzio, 5 novembre 1921 – Barcellona Pozzo di Gotto, 16 luglio 2005) è stato un politico italiano, più volte sindaco di Barcellona Pozzo di Gotto e senatore per sei legislature.

## Biografia
Esponente siciliano della Democrazia Cristiana. Ha ricoperto il ruolo di sindaco di Barcellona Pozzo di Gotto (sia negli anni '60 e '70, sia nuovamente fra il 1993 e il 1994). È stato eletto per tre mandati all'Assemblea Regionale Siciliana, ricoprendo anche il ruolo di assessore regionale alla Presidenza della Regione e alla Sanità.
Viene eletto al Senato della Repubblica nel 1972, riuscendo a confermare il proprio seggio per sei legislature consecutive, rimanendo in carica fino al 1994. Ha ricoperto anche il ruolo di Sottosegretario di Stato alle Finanze nel governo Andreotti III.
Muore a 83 anni, nel luglio del 2005.